# مقاطعة ستانتون (كانساس)
مقاطعة ستانتون (بالإنجليزية: Stanton County)‏ هي إحدى المقاطعات في ولاية كانساس، الولايات المتحدة الأمريكية.